# Vinganes
Vinganes (em grego: Βιγγάνης) foi um oficial sassânida do século VI, ativo durante o reinado do xá Cosroes I (r. 531–579). Foi o comandante persa em Clomaro durante o cerco conduzido pelo general bizantino Maurício em 578. Ele teria se esforçado para persuadir os bizantinos a abandonarem o cerco e sua recusa para render a fortaleza foi registrada na obra de Menandro Protetor.